# 귀천산갑
귀천산갑 또는 중국천산갑(Manis pentadactyla)은 유린목에 속하는 포유류의 일종이다. 귀천산갑은 동남아시아, 대만·중국 하이난섬에 분포한다. 땅굴에서 쉬고 나무에도 오른다. 몸길이는 76-92cm이다.